# Nachodka
Nachodka (russisch Нахо́дка) ist eine Hafenstadt mit 139.931 Einwohnern (Stand 1. Oktober 2021) im ostasiatischen Teil Russlands.

## Geografie und Klima

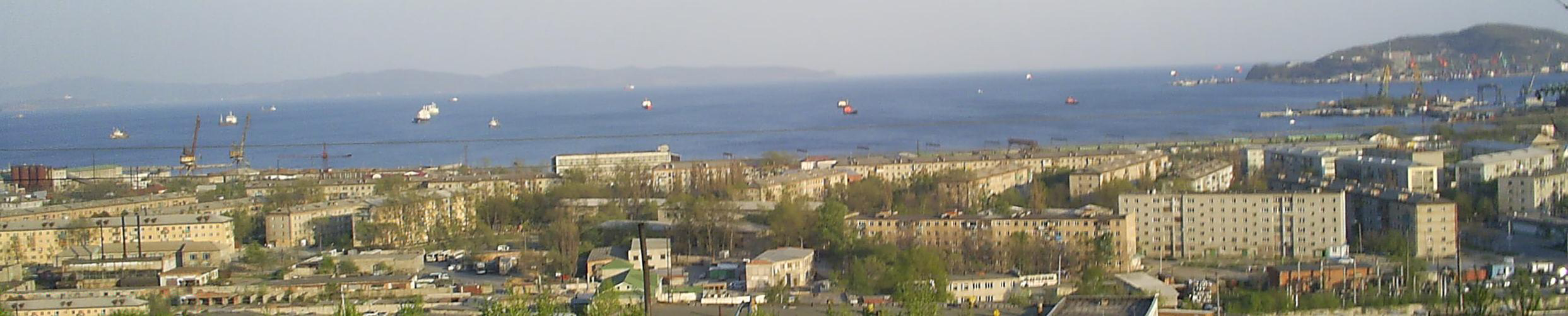
Panorama der Stadt

Nachodka zählt zu den am östlichsten gelegenen Großstädten Russlands. Sie befindet sich an der Nachodka-Bucht des Japanischen Meeres, etwa 6500 Kilometer Luftlinie ostsüdöstlich von Moskau sowie 85 km östlich der Regionshauptstadt Wladiwostok. Die nächste Stadt ist Partisansk, 50 km nördlich von Nachodka gelegen.
Ähnlich wie in Wladiwostok herrscht in Nachodka ein für den russischen Fernen Osten typisches Monsunklima mit kalten trockenen Wintern und windigen nassen Sommern bei häufigen Taifunen in der zweiten Sommerhälfte. Die Durchschnittstemperatur beläuft sich auf etwa −11 °C im Januar und  20 °C im August bei einer Jahresniederschlagsmenge von 810 mm.

## Geschichte
Im Juni 1859 wurde der Pazifik-Golf mit der heutigen Nachodka-Bucht vom kaiserlich-russischen Militärschiff Amerika mit dem Hydrographen Jakow Astafjew entdeckt. Anlässlich dessen gab die Besatzung dem Golf den Namen des Schiffs – Amerika – und der eisfreien und relativ windstillen Bucht den Namen Nachodka, was im Russischen wörtlich „Fund“ oder „Entdeckung“ bedeutet. Bis zum Anfang des 20. Jahrhunderts war die Gegend an der Bucht jedoch unbesiedelt. Erst 1907 entstand dort erstmals ein kleines Fischerdorf.
Die Entstehung der eigentlichen Stadt setzte noch wesentlich später ein. Als in den 1930er-Jahren in der Nachodka-Bucht mit dem Bau eines Seehafens begonnen wurde, gab es in diesem Bereich bereits mehrere kleinere Ortschaften, die bis 1940 zu einer Arbeitersiedlung zusammengelegt wurden. 1946 starben 105 Menschen bei der Explosion von Ammonal auf dem Dampfschiff Dalstroy. Am 18. Mai 1950 erhielt der neue Hafenort, mittlerweile rund 28.000 Einwohner zählend, Stadtrechte.
2004 wurde Nachodka im Zuge einer Gebietsreform mit den benachbarten Ortschaften Wrangel, Liwadija, Kosmino und Poworotny zu einer kreisfreien Stadt zusammengelegt.
Die Stadt ist Namensgeber für den Nachodka-Nunatak in der Antarktis.

### Bevölkerungsentwicklung
| Jahr | Einwohner |
| ---- | --------- |
| 1959 | 63.725    |
| 1970 | 103.659   |
| 1979 | 133.201   |
| 1989 | 160.056   |
| 2002 | 148.826   |
| 2010 | 159.719   |
| 2010 | 139.931   |

Anmerkung: Volkszählungsdaten

## Wirtschaft und Verkehr

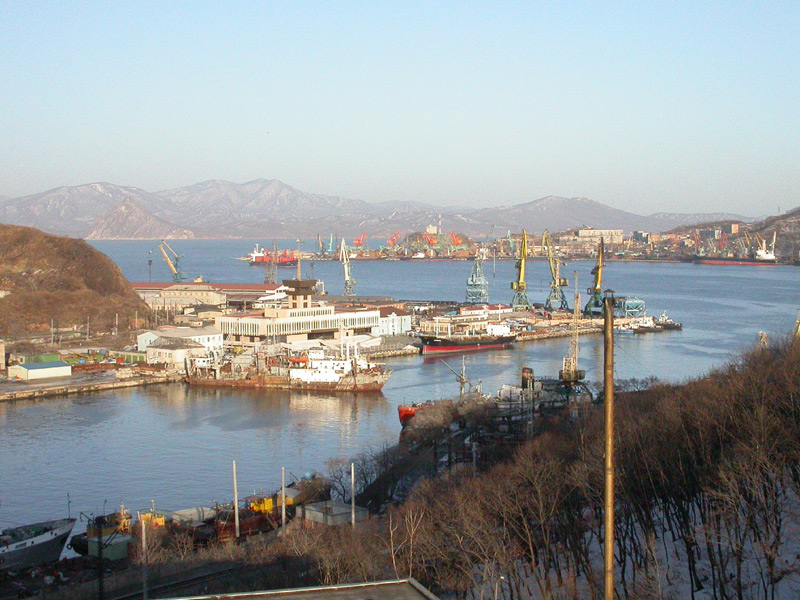
Der Hafen von Nachodka

Die wichtigste Rolle im wirtschaftlichen Leben Nachodkas spielt bis heute der Seehafen der Stadt. Die Industrie ist in Nachodka, der Lage an der See entsprechend, vorwiegend mit Werften und Fischverarbeitungsbetrieben vertreten.
Eine landesweite Bedeutung für Russland hat die Stadt als Güterumschlagplatz zwischen der Seeschifffahrt im Japanischen Meer und dem russischen Eisenbahnnetz, dessen Schienenstränge von hier über die Transsibirische Eisenbahn bis nach Europa führen (insgesamt etwa 13.000 km). Der Containerhafen befindet sich südöstlich der Stadt in der nahe gelegenen Wrangel-Bucht. Seit den 1990er-Jahren ist eine Straßenverbindung nach Chabarowsk (Fernstraße A375 „Wostok“) im Bau, die eine zusätzliche Anbindung der Stadt an die transkontinentale Straßenverbindung nach Moskau schaffen soll. Bis zum Ende der Sowjetunion hatte Nachodka für westliche Touristen große Bedeutung als Endpunkt der Transsib und Fährhafen nach Japan, da Wladiwostok als Sitz der sowjetischen Pazifikflotte eine für Ausländer gesperrte Stadt war. Von 1953 bis 1994 gab es einen Straßenbahnbetrieb. Nach Beschädigungen durch den Taifun Melissa 1994 wurde der Betrieb eingestellt und nicht wieder aufgebaut.
Der nächste Verkehrsflughafen ist der Flughafen Wladiwostok.

## Städtepartnerschaften
Nachodka unterhält unter anderem eine Städtepartnerschaft zur japanischen Stadt Otaru.
- Maizuru, Japan, seit 1961
- Bellingham, Vereinigte Staaten, seit 1975
- Oakland, Vereinigte Staaten, seit 1975
- Tsuruga, Japan, seit 1982
- Jilin, Volksrepublik China, seit 1991
- Donghae, Südkorea, seit 1991

## Sport
Im Fußball war die Stadt durch den Verein Okean Nachodka vertreten, der zwei Spielzeiten lang (1992 und 1993) der Obersten Liga angehörte, der höchsten Spielklasse im russischen Fußball.

## Söhne und Töchter der Stadt
- Juri Kultschin (* 1953), Physiker, Optiker
- Sergei Bondarenko (* 1955), Fußballspieler und -trainer
- Olga Drosdowa (* 1965), Theater- und Filmschauspielerin
- Oleg Garin (* 1966), Fußballspieler und -trainer
- Oksana Lunina (* 1975), Geotektonikerin
- Alexander Tichonowezki (* 1979), Fußballspieler
- Maria Jaworskaja (* 1981), Boxerin
- Wiktor Faisulin (* 1986), Fußballspieler
- Iwan Werjassow (* 1993), Boxer